# Велопарад
«Велопарад» — последний эпизод двадцать второго сезона мультсериала «Южный Парк». Вышел 12 декабря 2018 года в США. В России эпизод был представлен 20 апреля 2019 года на телеканале 2x2.
Эпизод сосредотачивается на проблеме забастовки рабочих логистического центра Amazon. Эпизод является продолжением предыдущего и содержит отсылки к различным событиям, произошедшие в 22-м сезоне.

## Сюжет
Мальчики всё же получают детали для велосипеда из Amazon. Джефф Безос подслушивает их при помощи голосового ассистента Alexa. Он похищает Джоша и говорит группе детей, что в коробке находятся рождественские подарки и заставляет их вскрыть её. Это приводит к тому, что сжатые органы Джоша вырываются наружу, а сам он умирает.
Отец Кенни, Стюарт, возмущён тем, что его сын не бойкотирует Amazon в знак солидарности к бастующим рабочим. В результате Кенни решает отказаться от участия в велопараде, а мальчики боятся, что не смогут выиграть без него. Когда Стивен Стотч едет на работу, узнаёт, что Джош пропал. Он продолжает разрываться между поддержкой рабочих и его семьи, в частности Баттерса, который был очень рад деталям для велосипеда.
Рэнди Марш убеждён, что его прибыль от его фермы упала из-за забастовки. В это время к нему начинают приходить люди, которые как-либо пострадали от забастовки, а также и сами бастующие, с целью купить марихуану и снять стресс. Однако Рэнди начинает пугать конкуренция, вызванная тем, что другие фермы так же начинают активно продавать марихуану. Полотенчик предлагает использовать электронные скутеры, чтобы доставлять марихуану напрямую к заказчику.
Мальчики решают добиться отмены велопарада, обвинив его в «бесчувственности». Когда они хотят купить канцелярию, то обнаруживают, что из-за логистического центра Amazon все городские магазины закрыты. Мэр Мэкдэниэлс признаёт, что это всё произошло из-за неё. В город прибывает Санта-Клаус и хочет решить проблемы с подарками, однако, узнав, что Мистера Хенки изгнали из города (эпизод «Проблема с какашкой»), сразу же его покидает.
Мальчики приходят в мэрию, чтобы потребовать отмены велопарада, но обнаруживают на месте мэра Безоса. Безос говорит, что парад оказывается ему полезным, так как он увеличил количество покупок на Amazon и устроил на работу всех граждан, которые хотели получить свои заказы. Он приказывает Alexa убить Кенни, так как считает его угрозой. В это время у мэрии появляются все жители города в укуренном состоянии, и Рэнди говорит, что все люди покинули работу в Amazon из-за его травки «надёжность». В городе начинается велопарад, и после этого все возвращается к нормальной жизни.

## Факты
- В этой серии наступает смерть Кенни, по приказу Джеффа Безоса его убивает голосовой ассистент Alexa. На велопараде видно как Эрик Картман везет гроб с его телом.
- На велопараде также появляется Мистер Гаррисон, закованный в наручники он сидит у полицейского участка.
- В конце серии мы видим Неда, охотника из эпизода «Настало время сурьёзности», весь израненный и забинтованный он сидит на кресле-каталке рядом с Джимбо.